# Les Bulles (nouvelle)
Ne doit pas être confondu avec Les Bulles.
Les Bulles est une nouvelle de science-fiction écrite par Gilles Thomas (pseudonyme de Julia Verlanger) et publiée en 1956.

## Publications

### Publications en France
La nouvelle a été publiée :
- Fiction, n°35, octobre 1956.
- Le Grandiose Avenir, anthologie, éd. Seghers, collection Constellations n°2, 1975.
- Weird n° 7 : Spécial Julia Verlanger, éd. Devaux, octobre 1986.
- Les Mondes francs, Livre de poche n°7096, 1988.
- Mellonta n°4, septembre 1989.
- D'Étranges visiteurs - Histoires de science-fiction, L'École des loisirs  (ISBN 2-211-04809-9), septembre 1991.
- La Terre sauvage, anthologie, 2008.

### Publications dans d'autres pays
La nouvelle a aussi été publiée :
- en Espagne : Las Burbujas[2] (1971) ;
- au Royaume-Uni : The Bubbles[3] (1977) ;
- en Allemagne : Die Bläschen[4] (1979) ;
- en Hongrie : A Buborékok[5] (1982) ;
- en Russie : Пузырьки[6] (1992).

## Résumé
Sur une Terre post-apocalyptique, les humains non contaminés se sont protégés. Ceux qui n'ont pas pu être protégés ont été contaminés, et sont devenus « les Autres », des sortes de zombies repoussants.
Monica, 16 ans, a eu la chance d'être une Protégée. Maintenant que son père est mort, elle rédige son journal intime. C'est ce journal que lit le lecteur de la nouvelle. Monica confie ses craintes des Autres, ses regrets de ne pas avoir plus connu son père, ses interrogations sur ce qu'était le « monde d'avant ». Elle fait la rencontre d'Éric et de Frank, deux jeunes hommes très sympathiques.
Mais comme elle a 16 ans et a pu être contaminée sans qu'elle le sache, ils sont chargés d'une sinistre besogne, celle de la tuer avec leur Brûleur…